# Оптимисти
Оптимисти је српски филм из 2006. године. Режирао га је Горан Паскаљевић, који је написао и сценарио заједно са сином Владимиром Паскаљевићем.
Оптимисти су доживели светску премијеру 11. септембра у Торонту, а београдска је била 27. септембра2006. године у Дому синдиката.
Прва критика након светске премијере филма, појавила се у билтену фестивала у Торонту, из пера Џона Дејвиса, који је поред осталог, навео: „Здраво вођен, бистрог ума, цинизам претворен у уметничку форму, Оптимисти су амбициозан и мрачно-комичан филм“.